# Рогожарски АЖР
АЖР је југословенски школски авион за прелазну-ловчку обуку двоседи, једномоторни двокрилац који је произведен 1930. године у југословенској фирми Рогожарски из Београда.

## Пројектовање и развој
Авион АЖР је пројектовао инж. Виљем Шустер крајем 1929, почетком 1930. године. када се завршава и израда прототипа. Први пробни лет је обавио фабрички пробни пилот Богомил Јаклич 5. новембра 1930. год. Авион је намењен војној употреби тј. прелазној ловачкој обуци војних пилота и требало је да замени застареле авионе Ханса Бранденбург.

## Технички опис
Авион је био двокрилац са доњим крилом мањим од горњег. Авион је био опремљен радијалним, ваздухом хлађеним мотором са седам цилиндара Валтер - Кастор 240 KS и дрвеном двокраком елисом фиксног корака. Авион је имао дупле команде а два члана посаде (пилот и инструктор летења) су седели један иза другог.
Труп авиона, правоугаоног попречног пресека је у целости израђен од дрвета обложен шпером. Крила су са заобљеним крајевима, са сваке стране повезана паром металних упорница и жичаним затезачима. Конструкција крила је изведена од дрвета пресвучена платном. Стајни трап је био фиксан без осовине.

## Оперативно коришћење
Након завршених фабричких испитивања авион је испитала и комисија Команде ВВ и није дозволила серијску производњу због низа уочених недостатака у управљивости авионом. Фабрика је авион од 1931. године користила у рекламне сврхе: демонстрационе летове, учешће на аеро-митинзима, такмичењима за краљев пехар и слично, надајући се ипак да ће доћи до аранжмана са војском. С обзиром да до тога није дошло Рогожарски је одустао од даљег усавршавања авиона АЖР регистровао га је као цивилни авион који је коришћен за потреба фабрике. Авион је добио цивилну регистрацију UN-PAU. У међувремену настаје велика економска криза која је много погодила фирму Рогожарски пошто је непосредно пре тога фирма изградила нове погоне задуживши се код банака а изостале су и поруђбине те је 1933. године фирма Рогожарски банкротирала. Авион АЖР је стајао у хангару није летео и чекао је боље дане, стога није добио нову регистрациону ознаку (YU...). У лето 1934. године, после санирања фабрике која сада постаје акционарско друштво под истим називом, Команда ВВ откупљује авион АЖР за прилично високу цену и на тај начин помогла фирми Рогожарски да исплива из финансијских невоља. После преузимања авион је код војске коришћен за намену за коју је и пројектован, служио је за прелазну ловачку обуку и тренажу пилота ловаца све до 1937. године када је повучен из употребе.

## Земље које су користиле овај авион
| - Југославија: |